# Anicla oceanica
Anicla oceanica är en fjärilsart som beskrevs av William Schaus 1923. Anicla oceanica ingår i släktet Anicla och familjen nattflyn. Inga underarter finns listade i Catalogue of Life.